# Берецки, Габор
Габор Берецки (венг. Bereczki Gábor; 24 марта 1928, Бекеш — 4 апреля 2012, Будапешт, Венгрия) — венгерский учёный, лингвист, специалист в области финно-угроведения, переводчик, педагог, почётный профессор Будапештского университета, доктор филологических наук (1987). Заслуженный деятель науки Республики Марий Эл (2005).

## Биография
Окончил филологический факультета Будапештского университета. В 1952 году окончил Ленинградскую аспирантуру, где изучал языки и культуру финно-угорских народов.
С 1959 года Г. Берецки преподавал на кафедре финно-угристики Будапештского университета, в 1973—1986 годах работал заведующим кафедрой.
С 1986 по 1995 год — преподаватель университета Удине (Италия). Преподавал венгерский, эстонский, финский, марийский языки и финно-угроведение.

## Научная деятельность
Г. Берецки — крупный исследователь марийского языка, в своих работах по-новому рассматривал финно-угорско-тюркские связи, в частности, ряд явлений марийского языка анализировал с привлечением материалов чувашского и татарского языков. Исследовал отношения между языками Волжско-Камского региона и народной поэзией этого региона.
В качестве консультанта-переводчика в 1950—1960-е годы побывал с музыковедом Л. Викаром во всех тюркоязычных и финно-угорских республиках Поволжья. В результате их совместной деятельности вышли в свет на английском языке 4 антологии, посвящённые марийской, чувашской удмуртской и татарской музыке.
Занимался переводом эстонской литературы, в частности, Леннарта Мери и подготовил к изданию ряд произведений эстонской литературы.

### Избранные публикации
- A Volga-Káma vidék areális kapcsolatai (Ареальные связи Волго-Камского региона) // Areális nyelvészeti tanulmányok. Szerk. Balázs János. Budapest, 1983.
- A magyar nyelv finnugor alapjai, Budapest, 1986, 1987, 1996, 1998, 2003.
- Chresthomathia ceremissica, Budapest, Tankönyvkiadó, 1990.
- Grundzüge der tscheremissischen Sprachgeschichte
  - I, Studia Uralo-Altaica 34, 1992.
  - II, Studia Uralo-Altaica 35, 1994.
- Fondamenti di linguistica ugro-finnica, Udine, 1998.
- Bevezetés a balti finn nyelvészetbe, Budapest, Universitas, 2000.
- A cseremisz nyelv történeti alaktana (Studies in Linguistics of the Volga Region), Debrecen, Kossuth Egyetemi Kiadó., 2002.
- Permsko-marijskie leksicheskie sovpadenija, Linguistica Uralica 41, 2005.
- Vzaimosvjazi jazykov volgo-kamskogo areala, Joškar-Ola, CIFU (Rahvusvaheline Fennougristikakongress) 2005.
- Bereczki Gábor-Agyagási Klára: Mutatvány a készülő cseremisz etimológiai szótárból, Nyelvtudományi Közlemények 103., 2006.
- Der Sprachbund des Wolga-Kama Gebietes, Incontri Linuistici 30, 2007.
- Etymologisches Wörterbuch des Tscheremissischen (Mari). Der einheimische Wortschatz. Nach dem Tode des Verfassers Winkler, Eberhard; Agyagási, Klára. Veröffentlichungen der Societas Uralo-Altaica 86. Harrassowitz Verlag, Wiesbaden, 2013.